# Jone Laspiur
Jone Laspiur Gorosabel (Intxaurrondo, San Sebastián, Guipúzcoa, 1995) es una artista y actriz española. En 2021 ganó el premio Goya a la mejor actriz revelación por su papel en la película Ane.
Estudió Bellas Artes y teatro, perteneció al grupo de música Koban como corista. En 2020 se estrenaron sus primeros trabajos en el mundo del cine y la televisión, en el festival de cine de San Sebastián de ese mismo año hicieron públicos sus tres trabajos: las películas Ane y Akelarre, y la serie Alardea.
Actuó junto a Alma García, Carmen Climent y León Molina en Contra Ana, que se estrenó en 2023, una autoficción que retrata la anorexia y la complejidad de los trastornos de la conducta alimentaria (TCA) desde la experiencia de García, dirigida por Paco Montes. La obra, fue reconocida en 2024 con en el premio D’Ensayo, y en la Feria de Teatro de Palma del Río. Además, estuvo nominada a los premios Max en 2025.

## Filmografía

### Televisión
| Año  | Serie   | Cadena | Personaje | Notas       |
| ---- | ------- | ------ | --------- | ----------- |
| 2020 | Alardea | ETB1   | Katixa    | 4 episodios |

### Películas
| Año  | Película    | Personaje      | Notas        |
| ---- | ----------- | -------------- | ------------ |
| 2020 | Ane         | Ane            |              |
| 2020 | Akelarre    | Maider         |              |
| 2020 | Polvo somos | Ane            | Cortometraje |
| 2021 | Maixabel    | Amiga de María |              |

- 2025  La isla de los faisanes